# لاميتسيا تيرمي

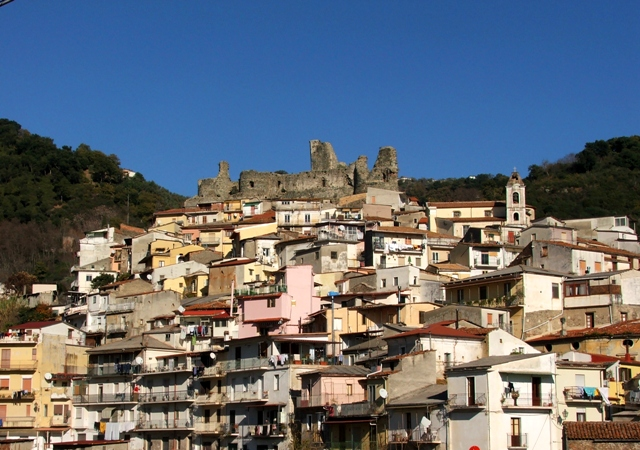
حي سان تيودورو وكاستيل نورمانو زفيفو

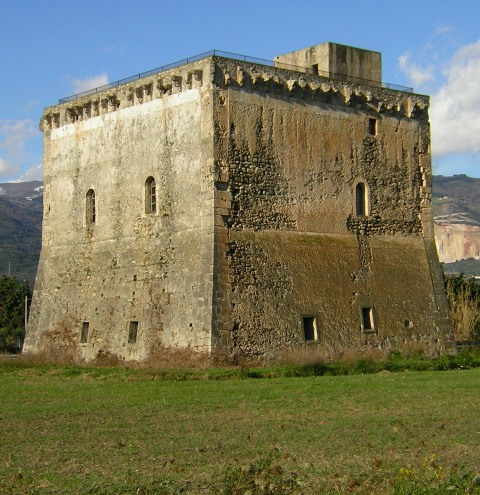
حصن مالطا لاميتسيا (1550)

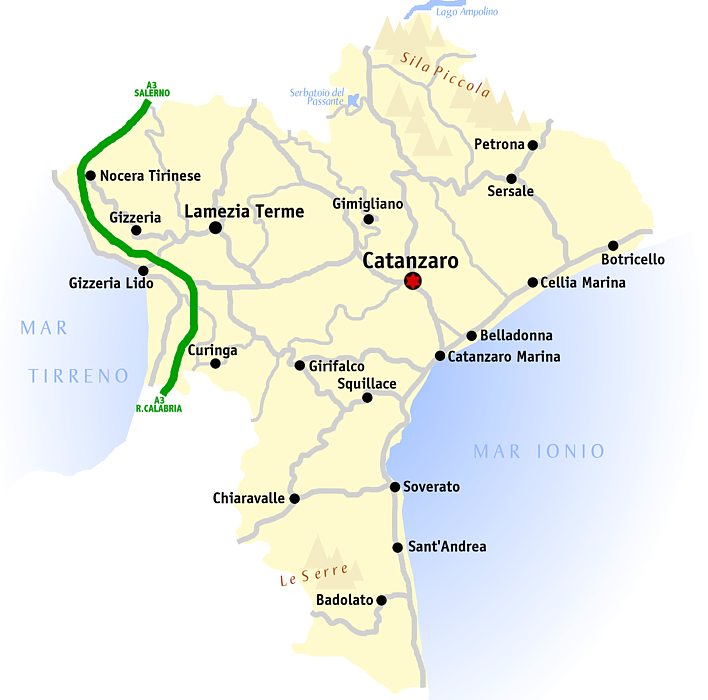
موقع لاميتسيا تيرمي

Lamezia Terme لاميتسيا تيرمي، مدينة إيطالية جنوب البلاد في إقليم كالابريا، وضمن مقاطعة كاتنزارو، أكبر المدن المطلة على البحر التيراني في الخمسمائة كيلومتر بين مدينتي ساليرنو وريدجو كالابريا، تبعد عن كاتنزارو 35 كم، و 70 كم عن كوزنسا، 135 كم عن ريدجو كالابريا، سكانها 70.501 نسمة، تشكلت عام 1968 م من اتحاد ثلاثة بلدات متجاورة وهي :
1. نيكاسترو Nicastro
2. سامبيازي Sambiase
3. سانت يوفيميا Sant'Eufemia

## السكان
في سنة 1861 بلغ عدد السكان 18٬282 نسمة، وتطور العدد ليصل في سنة 2011 لـ 70٬336 نسمة.
يظهر هذا المخطط البياني تطور النمو السكاني لـ لاميتسيا تيرمي

## أعلام
- باسكوالي غالو
- جيوفانباتيستا كاتالانو
- كارلو رامبالدي
- لوليتا